# 拉莫納 (加利福尼亞州)
雷蒙娜（英語：Ramona）是位於美國加利福尼亞州聖地牙哥縣的一個人口普查指定地區。

## 地理
雷蒙娜的座標為33°02′09″N 116°52′14″W / 33.03583°N 116.87056°W，而該地最高點為海拔高度436米（即1430英尺）。

## 人口
根據2010年美國人口普查的數據，雷蒙娜的面積為99.539平方千米，當中陸地面積為99.485平方千米，而水域面積為0.054平方千米。當地共有人口20292人，而人口密度為每平方千米203人。